# 3-Strom-Route
Die 3-Strom-Route (niederl.: Rondje Rivieren) ist ein Radfernweg in den Niederlanden und Nordrhein-Westfalen. Sie ist als Rundkurs angelegt und 335 km lang. Der Name leitet sich von den drei Flüssen ab, durch deren Gebiet sie führt: Rhein, Waal und Maas.
Orte an der Route sind unter anderem:
- Kleve
- Wageningen
- Rhenen
- Tiel
- West Maas en Waal
- Grave
- Cuijk
- Groesbeek